# 배틀 크리크 (드라마)
《배틀 크리크》(영어: Battle Creek)는 2015년에 방송된 CBS에서 방영된 경찰 코미디 드라마이다.